# Surman Zoltán
Surman Zoltán (Békés, 1976. augusztus 20. –) magyar ökölvívó.

## Élete
1976. augusztus 20-án született Békésen családja első gyermekeként. szülei: Surman Zoltán János és Római Julianna. Két testvére: Csaba (1978); Izabella (1979)
Békésen a Szabadkai utcában nőt fel és mindig otthonának tekintette a város azon részét. Büszkén vállalja (romungró) roma származását.
1996. július 20-án kötött házasságot Szabó Andreával, amely házasságból 3 gyermek született (Zoltán 1998; Viktória Andrea 2001; Áron 2004).
1995. február 15.–1996. január 31. között sorkatonai szolgálatot töltött Szegeden a Török Ignác-, majd a békéscsabai Dugovics Titusz laktanyában.
- Tanulmányait Békésen, az akkori 1-es számú Általános Iskolában (1-4 osztály), majd a 3. számú Általános iskolában (5-8 osztály) kezdte meg.
- Középiskoláit a 635. sz. békéscsabai szakmunkás képző iskolában autófényező szakon végezte 1990–1993 között.
- Ezt követően, majd már később családapaként a Nagyhalászi Erkel Ferenc Gimnázium békési tagintézményében (Békés, József Attila u. 12) érettségizett 2005-ben.
- Főiskolai diplomáját a Békéscsabai Tessedik Sámuel Gazdasági Főiskolai Karon szerezte 2008-ban, Személyügyi szervező szakon. 2009-ben angol alapfokú nyelvvizsgát tett.
- 2023 - 2025 között a gödöllői Magyar Agrár és Élettudományi Egyetem (MATE) MA/Msc szakos hallgatója volt ahol az Emberi Erőforrás Tanácsadó szakon végzett.

2008-ban a Pro Senior Talentum Alapítvány demonstrátori ösztöndíjasa. A Tessedik Sámuel Főiskola Gazdasági Főiskolai Karán, a Társadalom- és Vezetéstudományi Tanszéknél a Roma Kutatócsoport alapító tagja és titkáraként tevékenykedett.
Az ökölvívással igen korán megismerkedett, még az általános iskola megkezdése előtt, tehát 6-7 évesen. Ezt követően kisebb-nagyobb kihagyásokkal szinte minden edzésen részt vett és így indulhatott amatőr pályafutása 1989-ben, első hivatalos mérkőzésére 1989. március 14-én került sor Mezőberényben, az akkori Békés megyei bajnokságon, amit meg is nyert. Amatőr ökölvívóként a Magyar Válogatott tagja volt. Többször volt magyar (Országos) bajnoki dobogós és több nemzetközi tornát nyert.
Amatőr egyesületei:
- Békési Torna Egylet és a
- Kecskeméti Sport Club voltak.

Profi pályafutása 2001. december 14-én kezdődött Budapesten. 
- 2009 szeptemberében megvívott a Szlovák Nemzetközi Bajnoki címért, amit sikeresen elnyert, viszont megjegyzendő, hogy a 10 menetre kiírt mérkőzés 2 menetében egyik ütésváltásnál eltört bal kézközép csontja. Így folytatta a mérkőzést, amelyet a 6. menetben sikerült idő előtt befejeznie. A kezén addigra, olyan súlyos törések keletkeztek, amelyek maradandó sérüléseket okoztak számára.
- 2013. december 7-én vívott meg a WBU (World Boxing Union) világbajnoki címéért, amelyet 12 menetben egyhangú pontozással nyert el egy olasz versenyző ellen.
- 2024. március 15.-én, Gyula városában visszatért egy kihívás miatt a ringbe és profi szabályrendszerben, Freeboxing sportágban a 8 menetesre kiírt mérkőzésen, a 3. menetben kiütötte szerb ellenfelét és megszerezte a profi Freeboxing Nemzetközi Bajnoki Címét.

Békés város első profi ökölvívója és első bajnoki címmel rendelkező profi ökölvívója is egyben. 
A profi ökölvívásban használt beceneve: Suriboy
Professzionális ökölvívó klubjai időrendben: 
- Polish Box Promotion (Lengyelország),
- Profi Box Promotion (Magyarország),
- Lauri Box Promotion (Olaszország).
- Surman Event Promotion (Magyarország) /Saját csapata/

2004 szeptemberétől gyerekeket kezdett el tanítani az ökölvívás rejtelmeire és ezt követően 2005 tavaszán megalapította a Surman Box Club Ökölvívó egyesületet, majd 2015-ben a Surman Event Kft-t, amely profi ökölvívó klubot üzemeltet.
Életéről több kisebb-nagyobb televíziós csatorna forgatott magazin műsorokat, interjúkat, ebből kiemelendő a 2014. október 3-án, az M1 Televízió által leadott, majd 2014. október 6-án a Duna Televízió által megismételt "Életkerék" című műsor.
- 2024-től a Magyar Ökölvívó Szakszövetség vezetőségében, az Ellenőrző testület tagja.
- 2025-től a Magyar Ökölvívó Szakszövetség, Hivatásos Tagozatának a Szakmai elnöke.

## Tudományos munkái/írásai
- Kisebbségek a mai Magyarországon (Dél-alföldi Romák helyzetelemzése) (szakdolgozat, 2008)
- Diplomás roma lettem, életutam töredékei (kisebbségi, szociológiai vallomás és konklúziók) (2009) /TDK/
- Bevezetés a romológiába: Tanulmánykötet, Lonovics László, Máthé Ilona, Micheller Magdolna, Surman Zoltán, Virágné Horváth Erzsébet. Szerkesztette: Micheller Magdolna
- A munka és a tanulás értékének változása, különböző generációk között a békési roma társadalomban (Diplomadolgozat 2025)

## Elismerések
- Az Országos Cigány Önkormányzat által adományozott Közéleti Díj kitüntetettje (2008)
- Pro Senior Talentum Alapítvány Demonstrátori Ösztöndíjasa (2008)
- Békéscsabai Romákért Kitüntetés (Békéscsabai Roma Nemzetiségi Önkormányzat 2015)
- Békés Megye Cigányságáért Kitüntető Díj (Békés Megyei Roma Nemzetiségi Önkormányzat 2017)
- Magyar Ökölvívó Szakszövetség által adományozott Elismerés (2018)
- Békéscsaba Küzdősportjáért (Patrióta Békéscsaba Mozgalom 2023)